# William Shepherd Morrison
William Shepherd Morrison, 1. vikomt Dunrossil (William Shepherd Morrison, 1st Viscount Dunrossil) (10. srpna 1893, Torinturk, Skotsko – 3. února, Canberra, Austrálie) byl britský státník původem ze Skotska. Jako člen Konzervativní strany byl řadu let poslancem Dolní sněmovny, za druhé světové války zastával několik ministerských funkcí v Churchillově válečné koaliční vládě. V letech 1951–1959 byl předsedou Dolní sněmovny, v roce 1959 získal titul vikomta a přešel do Sněmovny lordů. Nakonec zastával funkci generálního guvernéra v Austrálii, kde zemřel.

## Kariéra

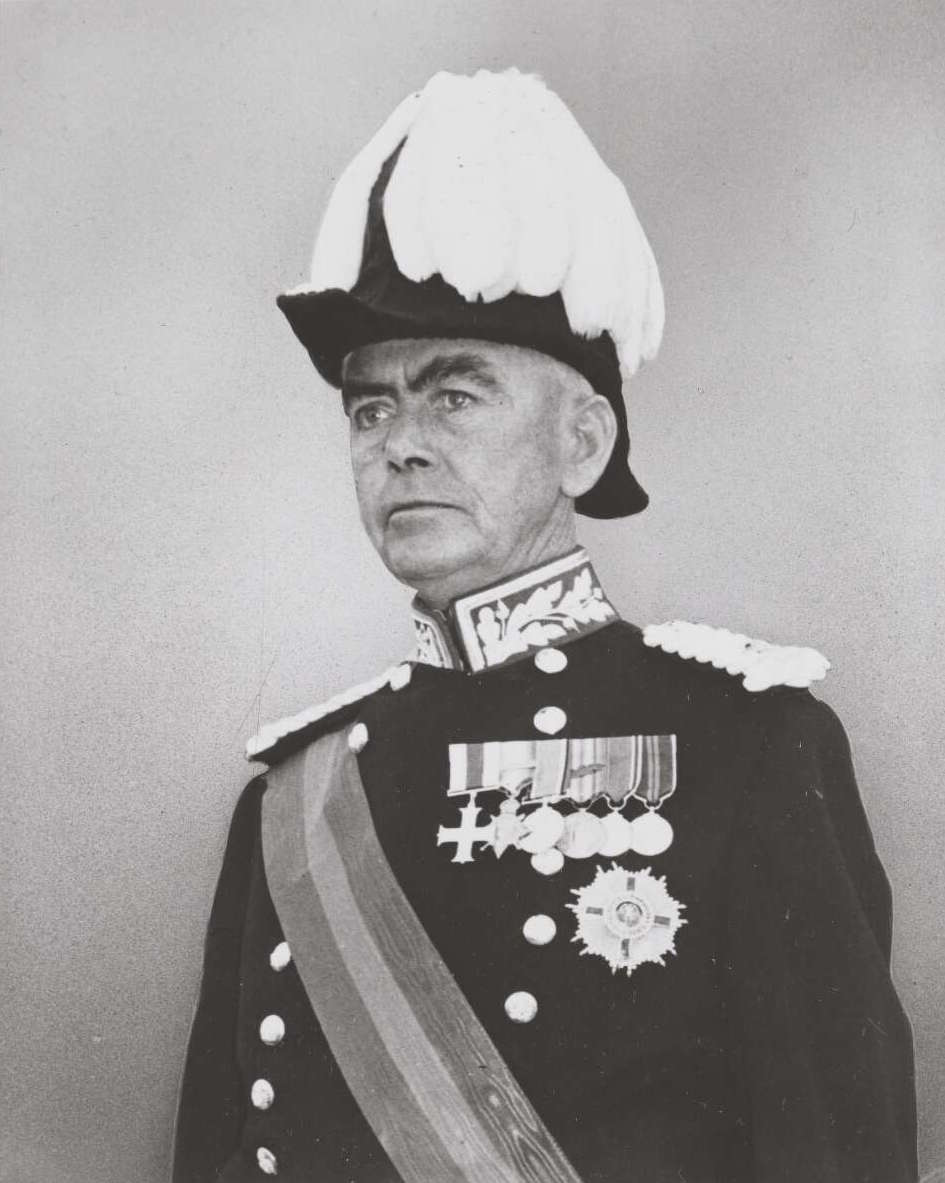
Vikomt Dunrossil jako generální guvernér Austrálie v uniformě australského vrchního velitele

Pocházel z rodiny skotského farmáře, narodil se v malé vesnici Torinturk v hrabství Argyll. Studoval na univerzitě v Edinburghu, ale za první světové války studium přerušil a sloužil v armádě, dosáhl hodnosti kapitána. Po válce působil jako advokát a tajemník Thomase Inskipa, několikrát neúspěšně kandidoval ve volbách Dolní sněmovny. V letech 1920–1921 byl starostou v Hackney a poté členem městské rady v Londýně. Do parlamentu byl nakonec zvolen v roce 1929 a poslancem Dolní sněmovny zůstal třicet let (1929–1959). Na půdě parlamentu proslul svými častými citacemi ze Shakespearova díla a díky tomu získal přezdívku Shakes. V letech 1931–1935 byl tajemníkem korunního právního zástupce (Attorney General; v této funkci byl opět podřízeným Thomase Inskipa), od roku 1934 byl královským justičním radou (King's Counsel), v letech 1935–1936 státním podtajemníkem na ministerstvu financí. V roce 1936 byl jmenován členem Tajné rady a v Chamberlainově vládě zastával úřad ministra zemědělství a rybolovu (1937–1939). Poté přešel na post ministra výživy, zároveň byl lordem kancléřem vévodství lancasterského (1939–1940). Postavení si udržel i v Churchillově válečném koaličním kabinetu, kdy byl generálním poštmistrem (1940–1943) a ministrem výstavby a územního plánování (1942–1945).
Po druhé světové válce byl jako konzervativec v opozici (1945–1951), po Churchillově návratu do vlády byl zvolen předsedou Dolní sněmovny (1951–1959). V této funkci proslul jako nestranný politik v době Suezské krize. V roce 1959 rezignoval na poslanecký mandát a s titulem vikomta byl povolán do Sněmovny lordů, zároveň získal velkokříž Řádu sv. Michala a sv. Jiří. Přestože z funkce předsedy Dolní sněmovny odstoupil ze zdravotních důvodů, o rok později překvapivě přijal nabídku na post generálního guvernéra v Austrálii (1960-1961). Jmenován byl na návrh australského premiéra Roberta Menziese, a i když v Austrálii požíval značné autority, kvůli nemocem jej při oficiálních příležitostech často zastupovala manželka. Zemřel na následky plicní embolie přesně po roce a byl tak jediným australským generálním guvernérem zemřelým ve funkčním období. Byl mu uspořádán státní pohřeb a je pohřben v Canbeře.
Získal čtyři čestné doktoráty na univerzitách v Edinburghu, Leedsu, St Andrews a Londýně.

## Rodina
V roce 1924 se oženil s Catherine Swan (1898–1983), dcerou skotského kněze Williama Swana. Z jejich manželství pocházely čtyři děti, dědicem titulu vikomta byl nejstarší syn John William Morrison, 2. vikomt Dunrossil (1926–2000), který byl absolventem Oxfordské univerzity a zastával řadu funkcí ve správě britských kolonií (Fidži, Bermudy). Současným představitelem rodu je Andrew Morrison, 3. vikomt Dunrossil (*1953).